# Threni (Stravinsky)
Threni: id est Lamentationes Jeremiae Prophetae, ou plus simplement les Threni, est une composition musicale de Igor Stravinsky sur des versets du Livre des Lamentations d'après le texte latin de la Vulgate. Le titre cite le genre antique et moderne du thrène.
L'œuvre est écrite pour des voix solistes, un chœur et un orchestre. Il s'agit de la première œuvre d'ampleur de Stravinsky entièrement composée sur le principe du dodécaphonisme. Elle n'est pas exécutée très souvent, car elle est parfois considérée comme austère, mais elle est aussi admirée comme un « point culminant » dans la carrière de l'auteur, une œuvre « importante à la fois d'un point de vue spirituel et stylistique » et comme la partition de musique religieuse « la plus ambitieuse et la plus riche structurellement » du compositeur. Il s'agit même pour certains « d'un des plus grands chefs-d'oeuvre de Stravinsky».
Stravinsky composa les Threni en 1957 et 1958 pour la Biennale de Venise et l'œuvre y fut créée en septembre 1958. Une exécution eut lieu à Paris deux mois plus tard, mais n'eut pas le succès critique escompté, peut-être du fait d'interprètes peu à l'aise dans ce répertoire et d'un nombre de répétitions insuffisant. Cela engendra quelques récriminations mutuelles entre Stravinsky, Pierre Boulez et Robert Craft. La partition fut publiée pour la première fois en 1958 et un disque paru en 1959, enregistré sous la direction du compositeur.
Comme les Threni furent composés pour une exécution en concert et non pour une utilisation liturgique, Stravinsky choisit très librement des extraits dans les premiers chapitres du Livre des Lamentations. L'œuvre est en trois mouvements : un ample mouvement central est encadré de deux mouvements plus courts. Ernst Křenek a composé une très belle Lamentatio Jeremiae prophetae en 1942, et Stravinsky a admis que cette composition avait pu l'influencer, peut-être même davantage que des œuvres sur le même texte de compositeurs de la Renaissance, comme Thomas Tallis, Robert White ou Roland de Lassus, dont il connaissait bien la musique.
Mêlant polyphonie sérielle et écriture néo-classique, la composition de la pièce semble réaliser « une étonnante fusion des deux styles, de la technique sérielle avec la polyphonie linéaire, l'harmonie tonale, les ostinati rythmiques haletants ».

## Historique
Stravinsky composa les Threni entre l'été 1957 et le printemps 1958, commençant à travailler sur l'œuvre le 29 août 1957 sur le piano de la boîte de nuit de l'hôtel où il séjournait à Venise
 et la terminant avant le 27 mars de l'année suivante. La création eut lieu le 23 septembre 1958 dans la grande salle de la Scuola Grande de San Rocco à Venise. Le compositeur dirigea lui-même les solistes Ursula Zollenkopf, Jeanne Deroubaix, Hugues Cuénod, Richard Robinson, Charles Scharbach et Robert Oliver, le chœur et l'orchestre symphonique de la NDR. Stravinsky dédia cette création à la mémoire d'Alessandro Piovesan, qui fut longtemps l'animateur de la Biennale de Venise et qui était décédé quelques mois auparavant.
La création parisienne de l'œuvre, le 14 novembre 1958, fut considérée comme un échec. D'après Stephen Walsh, Pierre Boulez ne réussit pas à obtenir les interprètes qu'il avait exigés. La réaction du public fut d'abord assez respectueuse des interprètes, mais lorsque Stravinsky refusa de revenir saluer, les huées commencèrent. Stravinsky déclara qu'il ne dirigerait plus jamais à Paris. Il se sentit humilié par ce qu'il appelait « un concert scandaleux », écrivant dans son journal juste après le concert qu'il s'agissait du « concert le plus malheureux de sa vie » et mettant ce désastre sur le compte de Boulez. Robert Craft précise que Boulez s'était engagé à diriger les répétitions des Threni pour les chanteurs, mais avait délégué ce travail à un assistant. Stravinsky porte néanmoins une part de responsabilité dans cet échec, pour n'avoir pas accepté d'annuler le concert, malgré l'insistance de sa famille et de ses amis, notamment de sa femme et de Nadia Boulanger. Même s'il a admis que le concert avait été une « catastrophe », Boulez a néanmoins toujours affirmé qu'il avait bien réellement participé aux répétitions avec piano en compagnie de Stravinsky et qu'il avait vainement tenté de le persuader d'être plus ferme avec les chanteurs. Il en conclut que Stravinsky « n'était pas un bon chef d'orchestre ; [qu']il était un chef terriblement mauvais » et que les problèmes avec les chanteurs avaient été aggravés parce que « l'orchestre avait été très mal préparé par Craft ». Tout en reconnaissant que les chanteurs avaient été « absolument horribles », Boulez faisait remarquer qu'ils lui avaient été imposés par un responsable du festival d'Aix-en-Provence.
Stravinsky dirigea lui-même le premier enregristrement de l'œuvre en janvier 1959 avec le Columbia Symphony Orchestra. Cet enregistrement a été réédité plusieurs fois depuis sa parution en disque vinyle en 1959 et fait partie de la réédition des œuvres de Stravinsky parue chez Sony en 2007.
Les Threni ont été publiés pour la première fois par Boosey & Hawkes en 1958. Diriger à partir de cette partition est assez difficile à cause des passages sans barres de mesure. Interrogé par Robert Craft à ce sujet, le compositeur s'en expliqua ainsi : « Les voix ne sont pas toujours à l'unisson rythmiquement. Par conséquent, toute barre de mesure viendrait couper au moins une voix de manière arbitraire. » Il recommandait donc au chef « de compter simplement la mesure comme on pouvait le faire pour un motet de Josquin ». Néanmoins, une édition révisée, avec quelques changements concernant le découpage des barres de mesure et quelques corrections, fut publiée en 1965.